# Broch (Kürten)
Broch ist ein Ortsteil in der Gemeinde Kürten im Rheinisch-Bergischen Kreis.

## Lage und Beschreibung
Broch ist eine alte Flurbezeichnung für ein nasses und sumpfiges Gelände.
Der Ort liegt an der Wipperfürther Straße zwischen Kürten und Junkermühle auf einem Hügel der so genannten Bergerhöhe. Unterhalb des südlich gelegenen Bauernhofs steht ein Wegekreuz, das unter Nr. 63 als Denkmal in der Liste der Baudenkmäler in Kürten eingetragen ist. Im Norden grenzt der Ort an den Golfplatz Kürten.

## Geschichte
Die Topographia Ducatus Montani des Erich Philipp Ploennies aus dem Jahre 1715, Blatt Amt Steinbach, belegt, dass der Ort bereits 1715 als Ort mit mehreren Höfen bestand und als Broch bezeichnet wurde. Carl Friedrich von Wiebeking benennt die Hofschaft auf seiner Charte des Herzogthums Berg 1789 als Bruch. Aus ihr geht hervor, dass Broch zu dieser Zeit Teil der Honschaft Berg im Kirchspiel Olpe im Landgericht Kürten war.
Unter der französischen Verwaltung zwischen 1806 und 1813 wurde das Amt Steinbach aufgelöst und Broch wurde politisch der Mairie Olpe im Kanton Wipperfürth  im Arrondissement Elberfeld zugeordnet. 1816 wandelten die Preußen die Mairie zur Bürgermeisterei Olpe im Kreis Wipperfürth. Broch gehörte zu dieser Zeit zur Gemeinde Olpe.
Der Ort ist auf der Topographischen Aufnahme der Rheinlande von 1824 als Bruch und auf der Preußischen Uraufnahme von 1840 als Ober- und Unterbruch verzeichnet. Ab der Preußischen Neuaufnahme von 1892 ist er auf Messtischblättern regelmäßig als Broch verzeichnet.
1822 lebten 31 Menschen im als Hof kategorisierten und Broche bezeichneten Ort.
1830 hatte der Ort 34 Einwohner und wurde mit Broche bezeichnet.
Die Gemeinde- und Gutbezirksstatistik der Rheinprovinz führt Broch 1871 mit fünf Wohnhäusern und 32 Einwohnern auf. Im Gemeindelexikon für die Provinz Rheinland von 1888 werden fünf Wohnhäuser mit 27 Einwohnern angegeben. 1895 hatte der Ort vier Wohnhäuser und 23 Einwohner. 1905 besaß der Ort vier Wohnhäuser und 36 Einwohner und gehörte konfessionell zum katholischen Kirchspiel Olpe.
1927 wurden die Bürgermeisterei Olpe in das Amt Olpe überführt. In der Weimarer Republik wurden 1929 die Ämter Kürten mit den Gemeinden Kürten und Bechen und Olpe mit den Gemeinden Olpe und Wipperfeld zum Amt Kürten zusammengelegt. Der Kreis Wipperfürth ging am 1. Oktober 1932 in den Rheinisch-Bergischen Kreis mit Sitz in Bergisch Gladbach auf.
1975 entstand aufgrund des Köln-Gesetzes die heutige Gemeinde Kürten, zu der neben den Ämtern Kürten, Bechen und Olpe ein Teilgebiet der Stadt Bensberg mit Dürscheid und den umliegenden Gebieten kam.